# Sophia Namutebi
Sophia Namutebi, còn được gọi là Sofia Namutebi, Sylvia Namutebi, và Maama Fiina, là một nữ doanh nhân, người chữa bệnh truyền thống, và lãnh đạo cộng đồng người Uganda. Bà được liệt kê vào năm 2013 là một trong những người giàu nhất Uganda.

## Tuổi thơ
Namutebi được sinh ra ở Mukono vào khoảng năm 1979 trong một gia đình có phương tiện khiêm tốn. Bà bỏ học sớm và vẫn còn là một thiếu niên, sinh con gái Safina (viết tắt là Fiina). Bà làm việc như một người phục vụ để kiếm tiền nuôi bản thân và con gái. Khi bà 16 tuổi, bà chuyển đến Kampala, thủ đô của đất nước này, nơi bà bắt đầu buôn bán hàng hóa trên đường phố. modities/M
Năm 1995, bà vay UGX: 38.000 và mua một lô túi polythene để bán hàng trên đường phố. Bà đã tăng vốn lên 3 triệu UGX trong một thời gian ngắn. Bà đã mua một chiếc taxi đi lại (matatu hoặc kamunye), tái chế lợi nhuận thành một chiếc xe thứ hai và một chiếc thứ ba, theo thời gian.
Năm 1998, bà bắt đầu nhập khẩu vải từ Dubai để làm cho trang phục của phụ nữ được gọi là gomesi hoặc busuuti, đeo ở Uganda. Namutebi nhớ lại rằng vào năm 1999, bà có bốn xe taxi đi lại nằm trên đường cao tốc Kampala – Jinja, mỗi chiếc có giá trị 8,5 triệu UGX, vượt gần gấp 1.000 lần những gì bà đã vay vào năm 1995.

## Sự nghiệp
Với taxi đi lại và kinh doanh gomesi tiếp tục mang lại thu nhập, bà đa dạng hóa hình thức kinh doanh bằng việc đầu tư vào xe máy taxi. Bà mua một chiếc xe máy với giá 720.000 UGX mỗi chiếc và cho thuê một người điều khiển xe với tổng số tiền thanh toán là 1.400.000 UGX khi kết thúc hợp đồng thuê mua. Bắt đầu với 20 xe máy, doanh nghiệp của bà đã tăng số lượng lên đến 500 chiếc.
Các khoản đầu tư khác của bà bao gồm các cửa hàng may mặc ở trung tâm Kampala, Masaka và Mityana. Bà sở hữu các trường trung học ở Mukono và Mityana. Bà có đầu tư bất động sản trong bất động sản dân cư và thương mại ở nhiều địa điểm khác nhau trong nước. Bà cũng tham gia vào việc nhập khẩu ô tô đã qua sử dụng từ Nhật Bản để bán cho khách hàng bán lẻ. Maama Fiina nói rằng bà không kiếm được nhiều tiền từ việc kinh doanh của mình như một người chữa bệnh truyền thống.